# Sýrie na Letních olympijských hrách 2008

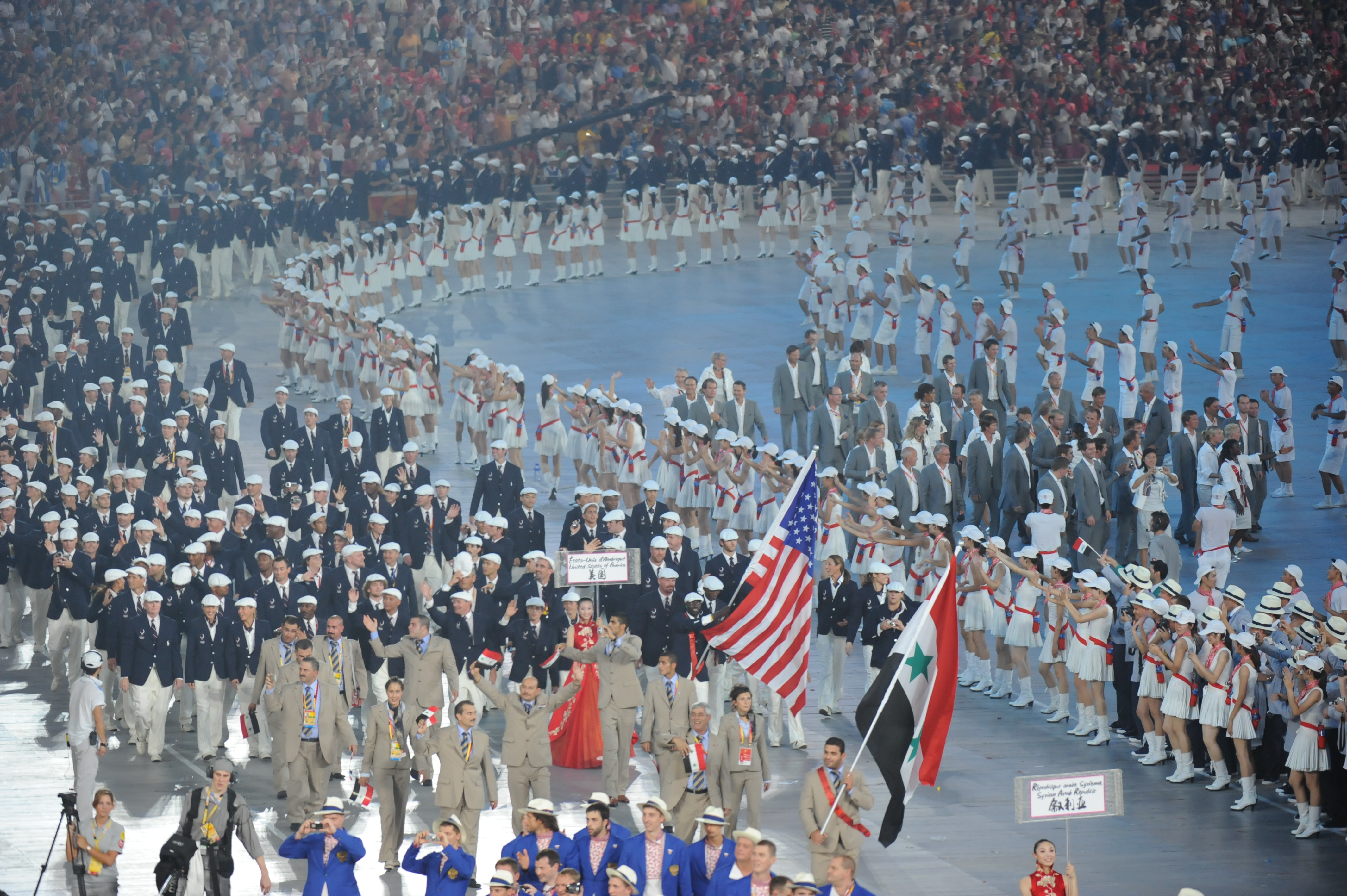
Výprava Sýrie během zahajovacího ceremoniálu v Pekingu

Sýrie se účastnila Letních olympijských her 2008 a zastupovalo ji 8 sportovců v 5 sportech (6 mužů a 2 ženy). Vlajkonošem výpravy byl syrský reprezentant ve vzpírání Ahed Joughili. Nejmladším z týmu byl Souhaib Kalala, kterému v době konání her bylo 17 let. Nejstarším z týmu byl Roger Dahi, které bylo v době konání her téměř 47 let. Nikomu z výpravy se během her nepodařilo získat medaili.

## Disciplíny

### Atletika
| Sportovec         | Disciplína           | Kvalifikace | Kvalifikace | Kvalifikace  | Kvalifikace  | Finále            | Finále            | Finále            | Finále            |
| Sportovec         | Disciplína           | Výška       | Výška       | Pořadí       | Pořadí       | Výška             | Výška             | Pořadí            | Pořadí            |
| ----------------- | -------------------- | ----------- | ----------- | ------------ | ------------ | ----------------- | ----------------- | ----------------- | ----------------- |
| Majededdin Ghazal | skok do výšky – muži | 2,20 m NR   | 2,20 m NR   | 24.          | 24.          | nekvalifikoval se | nekvalifikoval se | nekvalifikoval se | nekvalifikoval se |
| Sportovkyně       | Disciplína           | Rozběh      | Rozběh      | Čtvrtfinále  | Čtvrtfinále  | Semifinále        | Semifinále        | Finále            | Finále            |
| Sportovkyně       | Disciplína           | Čas         | Pořadí      | Čas          | Pořadí       | Čas               | Pořadí            | Čas               | Pořadí            |
| Fadwa Al-Bouza    | 100 m př. ženy       | 14,24       | 8.          | nepostoupila | nepostoupila | nepostoupila      | nepostoupila      | nepostoupila      | nepostoupila      |

### Plavání
| Sportovec      | Disciplína               | Rozplavba | Rozplavba | Semifinále   | Semifinále   | Finále       | Finále       |
| Sportovec      | Disciplína               | Čas       | Pořadí    | Čas          | Pořadí       | Čas          | Pořadí       |
| -------------- | ------------------------ | --------- | --------- | ------------ | ------------ | ------------ | ------------ |
| Souhaib Kalala | 100 m prsa – muži        | 2:02,13   | 44.       | nepostoupil  | nepostoupil  | nepostoupil  | nepostoupil  |
| Saleh Mohammad | maraton 10 km            | N/A       | N/A       | N/A          | N/A          | 1:54:37,7    | 19.          |
| Sportovkyně    | Disciplína               | Rozplavba | Rozplavba | Semifinále   | Semifinále   | Finále       | Finále       |
| Sportovkyně    | Disciplína               | Čas       | Pořadí    | Čas          | Pořadí       | Čas          | Pořadí       |
| Bayan Jumah    | 50 m volný způsob – ženy | DNS       | DNS       | nepostoupila | nepostoupila | nepostoupila | nepostoupila |

### Střelba
| Sportovec  | Disciplína | Kvalifikace | Kvalifikace | Finále      | Finále      |
| Sportovec  | Disciplína | Body        | Pořadí      | Body        | Pořadí      |
| ---------- | ---------- | ----------- | ----------- | ----------- | ----------- |
| Roger Dahi | Skeet      | 91          | 41.         | nepostoupil | nepostoupil |

### Triatlon
| Sportovec   | Disciplína         | Plavání (1500 m) | První výměna | Jízda na kole (10 km) | Druhá výměna | Běh (10 km) | Celkový čas | Pořadí |
| ----------- | ------------------ | ---------------- | ------------ | --------------------- | ------------ | ----------- | ----------- | ------ |
| Omar Tayara | Jednotlivci – muži | 18:23            | 0:26         | 58:56                 | 0:33         | 38:19       | 1:56:40,54  | 49.    |

### Vzpírání
| Sportovec     | Disciplína      | Trh      | Trh    | Nadhoz   | Nadhoz | Dohromady | Pořadí |
| Sportovec     | Disciplína      | Výsledek | Pořadí | Výsledek | Pořadí | Dohromady | Pořadí |
| ------------- | --------------- | -------- | ------ | -------- | ------ | --------- | ------ |
| Ahed Joughili | Muži nad 105 kg | 170      | 14.    | 216      | 11.    | 386       | 12.    |